# Centro Cristiano Democratico
Die Centro Cristiano Democratico (Christdemokratisches Zentrum, CCD) war eine christlich-konservative Partei der rechten Mitte in Italien, die von 1994 bis 2002 bestand. 
Sie ging im Januar 1994 durch Abspaltung aus der Democrazia Cristiana (1942–1994) hervor, die sich kurz darauf in Partito Popolare Italiano (PPI) umbenannte. Die CCD erhielt gemäß einem Abkommen der beiden Parteipräsidenten 15 % des Vermögens der Democrazia Cristiana, der Rest ging an die PPI. Bei der Parlamentswahl im März 1994 trat sie mit gemeinsamen Listen mit der ebenfalls neu gegründeten Partei Forza Italia des Milliardärs Silvio Berlusconi an, wobei die CCD eindeutig der kleinere Partner war. Forza Italia–CCD wurde bei dieser Wahl stärkste Kraft, die CCD erhielt 27 der 630 Sitze in der Camera dei deputati und 12 der 315 Senatorensitze. Bei den Regionalwahlen 1995 in der Lombardei bildeten CCD und Forza Italia wiederum ein Wahlbündnis, wodurch Roberto Formigoni die Mehrheit als Regionspräsident erhielt.
Der CCD schloss sich mit den 1996 vom PPI abgespaltenen Cristiani Democratici Uniti (CDU) zu einer gemeinsamen Liste zusammen, die dem Mitte-rechts-Lager angehörte, während sich die nationale Führung der PPI zur Beteiligung an der Mitte-links-Allianz Romano Prodis entschied. Bei der Europawahl 1999 traten die beiden Parteien wieder separat an, die CCD erhielt 2,6 % der Stimmen. Zur Parlamentswahl 2001 vereinigten sich CCD und CDU erneut zur gemeinsamen Liste Biancofiore, die mit 3,2 % der Stimmen recht schwach abschnitt, durch den Gesamtsieg der Mitte-rechts-Koalition Casa delle Libertà erhielten sie aber zusammen 41 Abgeordneten- und 29 Senatorensitze. 
Am 6. Dezember 2002 fusionierten CCD und CDU sowie die kleine Democrazia Europea als dritte Partnerin zur neuen Partei Unione dei Democratici Cristiani e di Centro (UDC, später verkürzt zu Unione di Centro).